# Asociația de Fotbal din Yemen
Asociația de Fotbal din Yemen (arabă الاتحاد اليمني لكرة القدم) este corpul guvernator al fotbalului în Yemen. 

## Foști președinți
- Ali Al Ashwal (1987-2000)